# 图迪亚
图迪亚（英語：Tudiya），早期亚述国王，（公元前2500年前后在位），为最早的亚述君主之一。
| 前任： — | 亚述国王 前2500年 | 繼任： 阿达姆 |